# Jem Belcher
Jem Belcher (Bristol, 15 aprile 1781 – Londra, 30 luglio 1811) è stato un pugile inglese, campione d'Inghilterra dal 1800 al 1805.

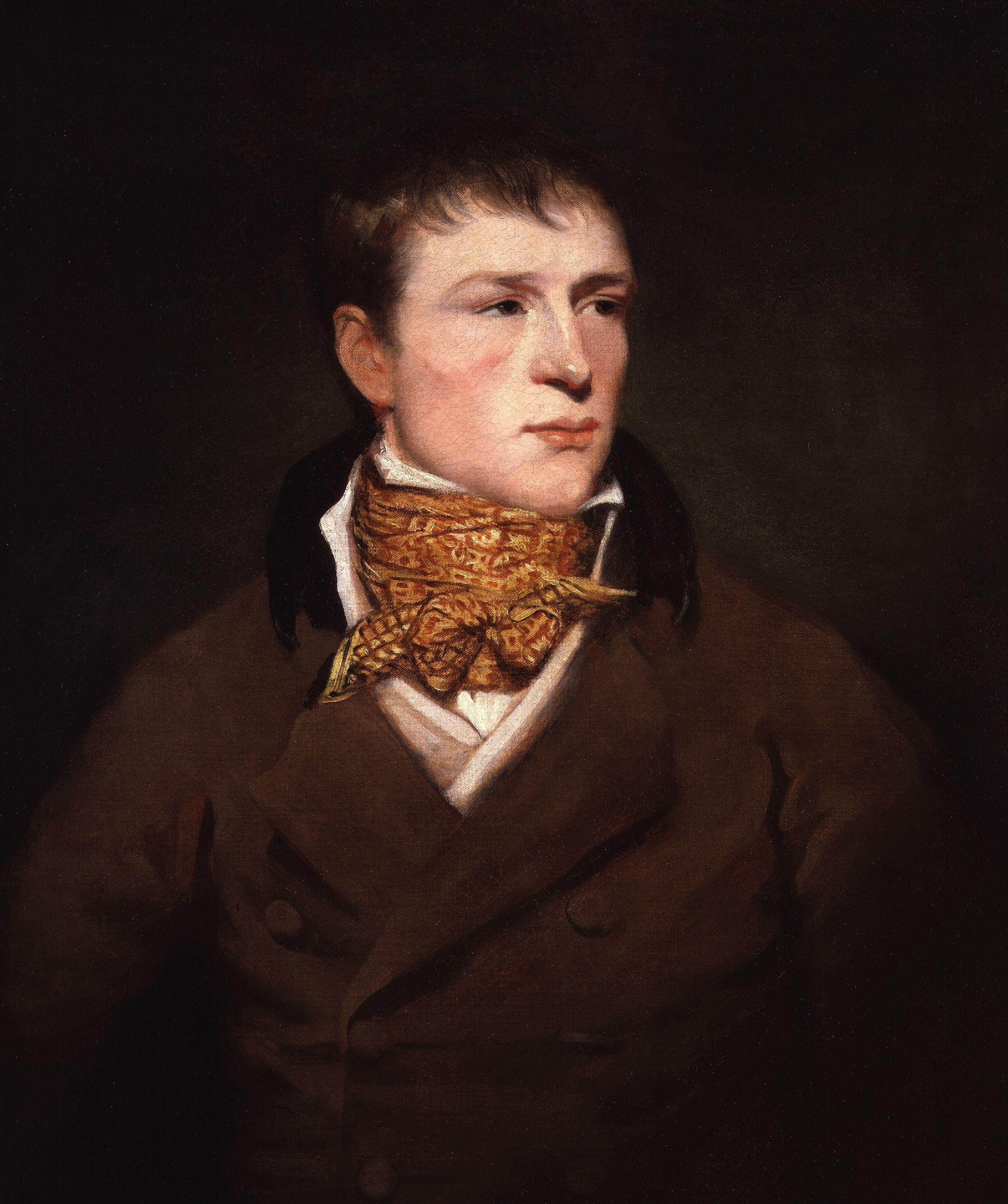
Portrait of Jem Belcher, circa 1800

Nacque a Bristol, città che diede i natali a molti pugili del periodo. Nel 1798 disputò il suo primo incontro di pugilato sconfiggendo Jack Britton facilmente. Un anno dopo sfidò Jack Barthlomew in un incontro terminato con l'esito di pareggio al 51º round. Nel 1799 Barthlomew era considerato il pugile campione d'inghilterra poiché aveva sconfitto un anno prima Tom Owen. Il secondo match tra Belcher e Barthlomew fu organizzato nel 1800, Belcher trionfò dopo 17 riprese, fu quindi lui il nuovo campione.
Nel 1803 durante una gara di tennis Belcher fu colpito violentemente al volto dalla pallina e perse irrimediabilmente la vista in un occhio. Mezzo cieco decise di non lottare più per difendere il titolo di campione, si rese disponibile solo per disputare incontri di esibizione. Dopo due anni di inattività nel 1805 fu acclamato come nuovo campione Henry Pearce. Lo stesso anno Belcher decise di non abbandonare il titolo con un semplice ritiro, accettò di incontrare Pearce anche se avesse la vista limitata ad un occhio solo. L'incontro durò 18 riprese, Belcher non riuscì a contenere l'impeto di Pearce e fu costretto a cedere.
Nel 1807 accettò di incontrare Tom Cribb un pugile emergente che negli anni successivi vincerà il titolo di campione. Belcher, di fronte ad una folla enorme, dominò le prime fasi dell'incontro e sembrava ormai certa una sua vittoria. Al 20º round Cribb colpì forte sull'occhio buono di Belcher, rendendolo quasi cieco. L'incontro andò avanti fino al 41º round finché Belcher gravemente infortunato si ritirò. Due anni dopo i due si incontrarono di nuovo, Cribb vinse facilmente in 31 riprese. Belcher aveva scommesso tutti i suoi denari sulla sua vittoria. Dopo la fine del match nacque una violenta rissa, a causa della quale Belcher passò 4 settimane in prigione.
Morì nel 1811, gravemente malato e ridotto in rovina.